# La Patria (pintura de Jorge González Camarena)

La Patria (1962)

La Patria es una obra del pintor, escultor y muralista mexicano, Jorge González Camarena, consistente en un óleo sobre tela pintado en 1962. La Patria, es la obra más reconocida del artista, pues ha ilustrado la portada de tres generaciones de libros de texto para escuela primaria, distribuidos por la Secretaría de Educación Pública (SEP), por lo cual la pintura de La Patria ha sido reproducida más de 1,500 millones de veces.
La pintura de óleo sobre tela mide 120 cm x 160 cm y se encuentra en el Museo Nacional de Antropología e Historia en la Ciudad de México. En ella, el pintor plasmó una alegoría de "La Patria" y retrata los principales atributos de México, tales como la agricultura, la industria, la educación (libros de texto) y la cultura (símbolos patrios del territorio mexicano — la bandera tricolor y la serpiente).

## Arte y educación
El 12 de febrero de 1959, por decreto presidencial el acceso a la educación gratuita establecido en el artículo tercero de la Constitución, con la finalidad de concretar el desarrollo educativo en el que se integrara a fundamentos ideológicos y legales. El presidente mexicano, Adolfo López Mateos, durante el cuarto informe de gobierno, menciona lo siguiente:  
La educación es para el gobierno la base de la unidad nacional pues informa, dentro de un similar concepto de la vida de los seres individuales […] permite que la compresión de la realidad y de la historia se haga dentro de lineamientos que identifiquen como integrantes de un país con perfiles propios […] Es preciso que todos comportamos unos cuantos pensamientos básicos sobre nuestro país, su historia y sus anhelos. Los textos gratuitos, tienden a esa finalidad.
Por ello, es que el empresario y escritor de Conaliteg, Martín Luis Guzmán, convocó a que se ilustraran las portadas de los libros de texto con características específicas relacionadas con símbolos patrios o pasajes históricos, de la mano de grandes pintores de la Escuela Mexicana de Pintura como David Alfaro Siqueiros, Roberto Montenegro, José Chávez Morado, etc. con el propósito de transmitir a los estudiantes las virtudes y valores que debía poseer un buen ciudadano mexicano.
Sin embargo, en 1962 se tomó la decisión de que una sola obra de arte sería la indicada para ilustrar las portadas de los libros de texto a nivel básico, siendo la alegoría de la Patria realizada por Jorge González Camarena la elegida, y así convertirse en su pieza más representativa desde 1962 a 1971, al ilustrar los libros tanto de profesores como de estudiantes. Tiempo después, en 1992, tras la llegada de Ernesto Zedillo al poder, se reimprimió la imagen para ilustrar nuevamente las portadas para libros de Historia para ediciones conmemorativas. Más adelante se siguió utilizando La Patria en los libros de texto de la materia de Formación Cívica y Ética.

## Particularidades deLa Patriay la memoria
González Camarena experimentó con diversas técnicas, en las que él mismo preparaba sus pinturas con pigmentos naturales y, así, creó una técnica geométrica denominada como "cuadrantismo". El estilo pictórico de Jorge González Camarena, propone un análisis de símbolos, figuras y múltiples colores. También, se interesó en abordar temas relativos a la biología del ser humano.
La obra de Jorge González Camarena emana de una historia sistematizada; es decir, que rescata ideas y elementos pertenecientes al pasado, al presente e incluso al futuro, de tal forma que no se concentra en representar una sola idea actual. Por ello, a pesar de los años, se sigue recordando esta imagen como parte del contexto histórico que va ligando de la formación escolar que busca recopilar recuerdos a través de una imagen; pues a partir de ella se manifiesta la cultura prehispánica, la cual sentó las bases para la sociedad mexicana del presente, en conjunto con la hibridación que le conforma.   

Bertha Hernández González, que en 2006 era la directora de la unidad de difusión, relaciones públicas y patrimonio de CONALITEG, señaló en una entrevista:   
En todos lados la reconocen, mucha gente se expresa de esta portada con cariño, en las ferias del libro llevamos algunas ediciones como exhibición, porque la sociedad siempre quiere verlas. […] son queridas más allá de nuestras fronteras, pues en los núcleos de población migrante de Estados Unidos también se emocionan mucho cuando la ven.

## La mujer que encarnaLa Patria
Victoria Dorantes Sosa fue la mujer que posó para Jorge González Camarena en La Patria. Nació bajo el nombre de María Victoria de los Reyes Dorantes Sosa en diciembre de 1922, en Coaxamalucan, Tlaxcala. Sin embargo, su infancia y juventud las vivió en Tlaxco, donde hoy en día se exhibe en la plaza principal una estatua hecha de bronce en su honor.
Trabajó como mesera de un lugar frecuentado por famosos artistas mexicanos de la época, como Diego Rivera. La mujer también pintaba, y sus obras rescatan el estilo del reconocido grabador francés, Gustav Dore. Los rasgos de la joven impresionaron a González Camarena; su belleza natural, tez morena, ojos y cabellos negros y, sobre todo, sus rasgos indígenas. El pintor se mostró insistente para que Victoria aceptara posar para él, sin embargo, no estaba del todo segura, pues estaba casada. Pese a ello, al final sacrificó su matrimonio y accedió a encarnar la visión del artista de La Patria.
Su mirada esperanzadora en dirección hacia el horizonte, la posicionó como una figura de progreso para México. Su brazo derecho extendido sostiene un libro abierto, del cual se desprende la historia de la humanidad ilustrada a través de los libros de texto gratuitos. También se puede ver que de esa misma mano cae una cascada de agua hacia una cesta que contiene cosechas de maíz, frijol, frutas, etc; siendo este un símbolo directamente relacionado con la vida y a la fertilidad. La obra también incorpora elementos arquitectónicos referentes de otras culturas, en representación a la fusión entre la cultura mexicana con las del resto del mundo; además de fomentar la paz. Por otro lado, sobre el eje izquierdo de la obra, la mano contraria de la protagonista sostiene el mástil de la bandera tricolor, que ondea sobre su espalda y el águila devorando a la serpiente crea una sensación de movimiento que da la impresión de que se encuentra volando en dirección al horizonte al que la modelo mira. La protagonista viste un luminoso vestido blanco, su cabello está amarrado con media coleta, dejando al descubierto su rostro cuyo mentón se encuentra levantado, una postura que simboliza seguridad y fuerza.